# Clytellus olesteroides
Clytellus olesteroides là một loài bọ cánh cứng trong họ Cerambycidae.